# Paul Herman (attore)
Paul Herman (New York, 29 marzo 1946 – New York, 29 marzo 2022) è stato un attore statunitense.

## Biografia
Caratterista dal fisico esile e dal volto scavato, Herman apparve in molte pellicole di genere gangster. Il suo ruolo più famoso è probabilmente nella serie televisiva HBO I Soprano, in cui interpretò "Beansie" Gaeta, affiliato dei DiMeo e gambizzato da Richie Aprile durante la stagione 2 della serie.
Sul grande schermo partecipò ad alcuni capolavori, con registi come Sergio Leone (C'era una volta in America) e Martin Scorsese (L'ultima tentazione di Cristo, Quei bravi ragazzi e Casinò). Anche Woody Allen lo scelse per diverse sue commedie degli anni ottanta e novanta.

## Filmografia

### Cinema
- Dear Mr. Wonderful, regia di Peter Lilienthal (1982)
- C'era una volta in America (Once Upon a Time in America), regia di Sergio Leone (1984)
- Innamorarsi (Falling in Love), regia di Ulu Grosbard (1984)
- La rosa purpurea del Cairo (The Purple Rose of Cairo), regia di Woody Allen (1985)
- Il colore dei soldi (The Color of Money), regia di Martin Scorsese (1986)
- A distanza ravvicinata (At Close Range), regia di James Foley (1986)
- Radio Days, regia di Woody Allen (1987)
- L'ultima tentazione di Cristo (The Last Temptation of Christ), regia di Martin Scorsese (1988)
- Big, regia di Penny Marshall (1988)
- New York Stories, regia di Martin Scorsese (1989)
- Cadillac Man - Mister occasionissima (Cadillac Man), regia di Roger Donaldson (1990)
- Quei bravi ragazzi (Goodfellas), regia di Martin Scorsese (1990)
- Billy Bathgate - A scuola di gangster (Billy Bathgate), regia di Robert Benton (1991)
- In the Soup (Un mare di guai) (In the Soup), regia di Alexandre Rockwell (1992)
- Pallottole su Broadway (Bullets Over Broadway), regia di Woody Allen (1994)
- Somebody to Love - Qualcuno da amare (Somebody to Love), regia di Alexandre Rockwell (1994)
- La dea dell'amore (Mighty Aphrodite), regia di Woody Allen (1995)
- Casinò, regia di Martin Scorsese (1995)
- Heat - La sfida (Heat), regia di Michael Mann (1995)
- The Fan - Il mito (The Fan), regia di Tony Scott (1996)
- Sleepers, regia di Barry Levinson (1996)
- Cop Land, regia di James Mangold (1997)
- Due padri di troppo (Fathers' Day), regia di Ivan Reitman (1997)
- Nemico pubblico (Enemy of the State), regia di Tony Scott (1998)
- 15 minuti - Follia omicida a New York (15 minutes), regia di John Herzfeld (2001)
- Un boss sotto stress (Analyze That), regia di Harold Ramis (2002)
- I padroni della notte (We Own the Night), regia di James Gray (2007)
- Disastro a Hollywood (What Just Happened?), regia di Barry Levinson (2008)
- Crazy Heart, regia di Scott Cooper (2009)
- Vi presento i nostri (Little Fockers), regia di Paul Weitz (2010)
- Il lato positivo - Silver Linings Playbook (Silver Linings Playbook), regia di David O. Russell (2012)
- American Hustle - L'apparenza inganna (American Hustle), regia di David O. Russell (2013)
- Joy, regia di David O. Russell (2015)
- The Irishman, regia di Martin Scorsese (2019)

### Televisione
- Miami Vice - serie TV, episodio 4x19 (1988)
- I Soprano (The Sopranos) - serie TV, 5 episodi (2000-2007)
- Entourage - serie TV (2004-2010)

## Doppiatori italiani
Nelle versioni in italiano delle opere in cui ha recitato, Paul Herman è stato doppiato da:
- Paolo Maria Scalondro in The Fan - Il mito, The Irishman
- Dario Penne in Crazy Heart, American Hustle - L'apparenza inganna
- Claudio Fattoretto in C'era una volta in America
- Raffaele Uzzi in L'ultima tentazione di Cristo
- Oreste Rizzini in New York Stories
- Renzo Stacchi in Cadillac Man - Mister occasionissima
- Sandro Sardone in La dea dell'amore
- Carlo Reali in Un boss sotto stress
- Manlio De Angelis ne Il lato positivo - Silver Linings Playbook